# Colette Mansard
Pour les articles homonymes, voir Grimaud.
Colette Mansard est une compositrice française, née Colette Grimaud, en décembre 1928 à Montmagny, dans la maison du peintre Maurice Utrillo.

## Biographie

### Famille
Issue d'une lignée de musiciens, elle a rapidement été orientée vers une école de musique dirigée par Noël Gallon, écrivain de livres sur le solfège. « Toute jeune, j'ai préféré écouter Bach plutôt que Bob et Bobette », confie-t-elle. Son père était un négociant en vins et chanteur ténor. Il était aussi président du conseil départemental du Val-d’Oise[Information douteuse].

### Carrière
À 18 ans, elle compose sa première chanson pour Lucienne Delyle. Elle fait ensuite la connaissance de Louis Amade et signe chez Pathé, interprétant le morceau Au bord de la mer, sur sa composition. Ensuite, à la suite de sa rencontre avec Maurice Vidalin, elle a écrit Tombe de l'eau pour Marcel Amont. Colette Mansard a foulé le tapis rouge du festival de Cannes pour la musique d'une chanson de film interprétée par Sacha Distel, Bon vent ma jolie. Elle a écrit des morceaux notamment pour Lucienne Delyle et Richard Anthony. Elle a remporté le festival de musique en Espagne, surpassant Henri Salvador. Elle a adapté la musique d'une chanson tirée d'un texte de Pierre Louki, Sur L'arbre mort, chantée par Juliette Gréco à chaque représentation,,.
En 1954, Colette Mansard est repérée par André Claveau.
En 1960, Jacques Canetti propose à Colette Mansard de monter sur l’une des scènes les plus en vue de Paris, pendant une semaine. Cependant, à cause de la peur, celle-ci refuse et regrette désormais son choix.
Au milieu des années 2000, elle reste dans le monde du chant en accompagnant des messes dominicales à l'orgue. Elle fait aussi des cours de chant et de musique à l'école privée Sainte-Thérèse. En parallèle, elle continue à composer des musiques via des textes de Pierre Louki, mais également pour Claire Elzière. 

### Retour à la télévision
Lionel Cabioch, journaliste à Ouest-France redécouvre la carrière musicale de l’artiste et lui propose un retour. Ainsi, en 2025, elle fait son retour dans la Saison 14 de The Voice en interprétant Comment faire pour être heureux. Patricia Kaas lui donna une seconde chance. Elle interpréta ensuite Que reste-t-il de nos amours ? de Charles Trenet. Âgée de 95 ans, elle devient donc la doyenne de The Voice et de tous les autres télécrochets contemporains,,. Elle revient lors de la finale de la même émission, le 3 mai 2025. Elle chante alors Comment faire pour être heureux, accompagné par les finalistes.
Elle annonce également un nouveau single : La fureur de vivre, sorti le 3 mai 2025,.

### Vie privée
Le 26 août 1944, lors de la libération de Paris, elle est dans la rue accompagnée de son frère et de sa mère. Son frère Charles âgé de 22 ans est abattu par un Allemand. Colette Mansard a alors 15 ans. Avec sa mère, elle essaie de le déplacer dans sa maison. Cependant, un soldat les voit et jette une bombe chez eux, blessant grièvement Colette. Son frère pratiquait le tennis à haut-niveau. Une coupe, la Coupe Grimaud eut lieu en 1946.
Elle est domiciliée à Larmor-Baden dans le Morbihan.
Elle se marie avec Jean-François Mansard qui meurt à 53 ans d’un Cancer du larynx. Avec lui, elle est mère d’une fille et d'un fils, Emmanuelle et Fabrice. Sa fille est chanteuse lyrique comme soliste à la Cathédrale de Vannes. Elle a également un petit-fils, Kevin Deredec, musicien sous le pseudonyme Gone,,.

## Discographie

### Singles
- Joue À Chanter Avec Mon Orchestre - Volume 8
- Joue À Chanter Avec Mon Orchestre - Volume 3
- La fureur de vivre, 2025

### Comme compositrice (sélection)
Les compositions sont classées par nom des paroliers. Les noms en gras signifient que les chanteurs n’ont pas été identifiés.

#### Raymond Bravard
- Mon grand secret, 1964, pour Christine Lebail[19]
- Mon Prince, 1964, pour Christine Lebail[19]
- Quinze ans et quatre mois, 1964 pour Gigi[20]
- Reviens, l'ami, 1964 pour Colette Deréal[21]
- Roony, 1964 pour Michel Cogoni[22],[23]
- Aïe pourquoi on s'aime, 1963, pour Annie Cordy et Luis Mariano[24]
- Bye, bye, Valentine, 1963 pour Michel Cogoni[25],[26]
- Chérie Madame, 1963 pour Los Mustang (en) et Los TNT[27],[28]
- Je te félicite, 1963 pour Michel Cogoni[25],[26]
- Quinze ans et quatre mois, 1963 pour Gigi[20]
- Y'a celui, 1963
- Twist avec maman, 1962, pour Jean-Paul Mauric, reprise par Jack Irsa et Les Futéruzés[28]
- Défendu... défendu..., 1961, pour Bebe Morena[28]
- Je te retrouverai, 1960, pour Patrick Jaque[29]
- De mon cœur à ton cœur, 1960, pour Lucienne Delyle, reprise par Roger Simon[30],[31]

#### Pierre Louki
- Comment faire pour être heureux, 1968, pour Juliette Gréco
- Sur l'arbre mort, 1968, pour Juliette Gréco[32]
- Messieurs les prix Nobel, 1966, pour Pierre Louki[33]
- Les Chaussettes, 1966, pour Pierre Louki[34]
- Chansons pour Nicolas, 1964, pour Pierre Louki[35]
- Ah ! la campagne, 1964, pour Annie Cordy[36]
- Il aurait pu pleuvoir, 1963, pour Claudine Claude[37]
- Il ne faut pas cueillir l'orange, 1963, pour Pierre Louki[38]

#### Jacques Mareuil
- Laisse-moi vivre ma vie, 1965, pour Christine Lebail
- Qui crois-tu que j'aime, 1965, pour Sophie Darel[39]
- Le Déjeuner de La Rochelle, 1964
- Les livres d'école, 1964, pour Christine Lebail

#### Daniel Hortis(d)
- Le Cirque, 1958 (parole co-écrite avec François Heckly)[40]
- Comme un glas, 1957, pour elle-même[41]
- Graziella, 1957, pour elle-même[41]
- Vous deux, 1957, pour elle-même (parole co-écrite avec François Heckly)[41]
- Charly, faut pas pleurer, 1956, pour France Piéry[42]

#### Pierre Cour
- Je t'aime, je t'aime, 1962, pour Augusto Algueró, Georges Blaness, Santy, José Guardiola, Sylvia, Robert Jeantal (d), Victor Balaguer et Les Djinns Singers[28]

- Noël pour notre amour, 1961, pour Richard Anthony

#### Pascal Sevran
- Je sais que tu l'aimes, 1965, pour Pascal Régent (pseudonyme de Pascal Sevran)[43]
- Le Soleil avait quitté la plage, 1965, pour Pascal Régent (pseudonyme de Pascal Sevran)[43]

#### Jacques Demarny
- Aux amoureux du monde, 1966, pour Madeleine Pascal[44]
- Tout changera, 1965
- Le soleil avait quitté l’été, 1965, pour le groupe Les Valentin[45]

#### Jean Dréjac
- Si tu pouvais m'aimer un peu, 1963, pour Corinne Marchand[46]

- Bon vent ma jolie, 1962, pour Sacha Distel reprise par Les Gam's, Micheline Ramette (d) et Martine Havet[47],[48],[49]

#### Jean-Claude Massoulier
- Si demain dans Paris, 1962, pour Anne Gacoin[50]
- L'Éternel Cantique, 1962, pour Anne Gacoin[50]

#### Autres
- Après la pluie, 1963, pour Anton Valéry (d) (Guy Bertret et René Denoncin (d))[51]
- Non je ne t'ai pas cru, 1963, pour Corinne Marchand (Michel Trufaut)[52]
- Twist Liberté 1, 1962, pour Corine Marchand[53]
- Faut pas pleurer, 1962 (Maurice Pon et Pierre Havet (d) )
- Surprise-party "cavalière", 1961, pour Emil Stern[54]
- Carnet de Bal, 1962, pour Caravelli[55]
- Carnet de Bal, 1961, pour Caravelli[56]
- Tombe de l'eau, 1961, pour Marcel Amont reprise par Arturo Diaz (Maurice Vidalin)[57],[58]
- Nous séparer, 1959, pour elle-même puis reprise par Maria Lerma (Marc Alyn)[59]
- Musique pour un bar, 1959, pour Le Quartette Gérard Gustin[60]
- Au bord de la mer, 1957, pour elle-même (Louis Amade)
- Une petite Indienne, 1957, pour Jean Roderès reprise par Tony Murena[61],[62]

Elle compose également la bande-son de Liberté 1 d'Yves Ciampi. Elle composa aussi pour Isabelle Aubret et Johnny Hallyday.

## Distinctions
Elle reçoit le Prix Charles Cros pour l’ensemble de sa carrière.